# Lycosa gobiensis
Lycosa gobiensis là một loài nhện trong họ Lycosidae.
Loài này thuộc chi Lycosa. Lycosa gobiensis được Ehrenfried Schenkel-Haas miêu tả năm 1936.